# Вовче (Мелітопольський район)
Во́вче — село в Україні, у Кирилівській селищній громаді Мелітопольського району Запорізької області. Населення становить 13 осіб. До 2017 року орган місцевого самоврядування — Атманайська сільська рада.

## Географія
Село Вовче розташоване за 184 км від обласного центру, 60 км від районного центру та 40 км від адміністративного центру селищної громади, на правому березі Утлюцького лиману, за 4 км від села Солоне. Найближча залізнична станція Якимівка (за 36 км).

## Історія
Село засноване 1850 року.
3 липня 2017 року Атманайська сільська рада, в ході децентралізації, об'єднана з Кирилівською селищною громадою.
17 липня 2020 року, в результаті адміністративно-територіальної реформи та ліквідації Якимівського району, село увійшло до складу Мелітопольського району.

## Населення
За даними перепису населення 2001 року, у селі мешкало 13 осіб. Мовний склад населення був таким:
| Мова       | Кількість осіб | Відсоток |
| ---------- | -------------- | -------- |
| українська | 12             | 92,31    |
| російська  | 1              | 7,69     |